# 물명유고
《물명유고》(物名類考) 또는 《물명고》(物名攷)는 조선 후기의 학자 류희가 1820년대에 지은 것으로 알려진 어휘집이다. 원본은 류희의 유고 문집인 《문통》(文通)에 실려 있었으나 전하지 않고, 현재 서울대학교 가람본, 고교형본(高橋亨本), 국립중앙도서관본, 정양수본(鄭亮秀本) 등이 전하며 모두 《물명고》를 표제로 하였다.
한자어 표제어를 한글이나 한문으로 풀이하였다. 표제어는 유정류(有情類), 무정류(無情類), 부동류(不動類), 부정류(不情類)의 네 가지 대분류 밑에 다시 15가지의 소분류를 두어 등재하였다. 근대 한국어 연구 자료로도 가치가 높다.